# Eduardo Sainz de la Maza
Eduardo Sainz de la Maza (Burgos, 5 de enero de 1903 – Barcelona, 5 de diciembre de 1982) fue un guitarrista, compositor y profesor de guitarra español.
Hermano del también guitarrista Regino Sainz de la Maza, se especializó en composiciones para este instrumento. El compositor tuvo también una relación intensa con los igualmente guitarristas y compositores Daniel Fortea y Miguel Llobet. Entre sus obras más populares, destacan la Habanera y la suite Platero y yo, inspirada en el libro homónimo de Juan Ramón Jiménez.
Instalado en Barcelona, dio clases de guitarra. Entre sus alumnos, se cuenta Ray Lynch.
Su biografía y obra han sido estudiadas por el profesor Thomas Schmitt. Sainz de la Maza, según Schmitt, quiso ampliar el repertorio guitarrístico con las aportaciones del jazz y el impresionismo. Además de obras para guitarra sola, también compuso canciones, piezas para piano solo y un trío para piano, entre otras. Muchas no se publicaron en vida del autor.

## Obras

### Para guitarra sola
- Homenaje a la guitarra (París: Éditions Françaises de Musique, 1962)
- Campanas del alba (Madrid: Unión Musical Española, 1963)
- Platero y yo (Madrid: Unión Musical Española, 1968)
- Laberinto. Edición crítica de José Manuel González (Valencia: Piles, 2011)

### Otras
- Seis canciones de la siemprenovia
- Trío para violín, violonchelo y piano